# Lonchoptera caudala
Lonchoptera caudala är en tvåvingeart som beskrevs av Yang 1995. Lonchoptera caudala ingår i släktet Lonchoptera och familjen spjutvingeflugor.
Artens utbredningsområde är Zhejiang (Kina). Inga underarter finns listade i Catalogue of Life.